# Angst (Munch)
Angst (norwegisch Angst) ist ein Gemälde des norwegischen Malers Edvard Munch aus dem Jahr 1894. Es zeigt eine Gruppe von Menschen, die dem Betrachter frontal entgegenkommen, unter einem blutroten Himmel. Das Bild ist eine Synthese der früheren Motive Abend auf der Karl Johans gate (1892) und Der Schrei (1893). Es gehört zu Munchs Lebensfries und wird im Munch-Museum Oslo ausgestellt. Im Jahr 1896 schuf Munch eine Lithografie und einen Holzschnitt nach dem Motiv.

## Bildbeschreibung
Das Bild übernimmt die Szenerie aus dem Schrei: ein diagonal den Bildraum durchschneidendes Geländer mit von links oben nach rechts unten stürzenden Linien, ein steiler Abgrund, der in der Ferne eine Stadt und einen von Schiffen befahrenen Fjord erkennen lässt, und schließlich ein blutrot gefärbter Himmel mit stürmisch aufgewühlten Wolkenformationen. Auf dem Steg oder der Brücke befindet sich eine Gruppe von Menschen mit grünlich-bleichen Gesichtern und weit aufgerissenen Augen, die den Betrachter frontal anstarren und ihm entgegenzudrängen scheinen. Im Vordergrund sind drei Figuren besonders herausgehoben: eine Frau mit einem bonnet- oder heiligenscheinartigen Hut, ein Mann mit Zylinder und ein weiterer Mann mit Hut und Spitzbart.
Die Signalfarben und farblichen Kontraste haben laut Gerd Woll eine alarmierende Wirkung und unterstreichen ein Gefühl von Unsicherheit und Angst, das von der Bildkomposition ausgeht. Dieses ist nach Uwe M. Schneede auch auf den „aufgewühlt-bedrohlichen Himmel“ und den „Tiefensog der Landschaft“ zurückzuführen. In der ersten Ausstellung im Rahmen des Lebensfrieses gab Munch dem Bild den Titel Rote Wolken.

## Grafiken

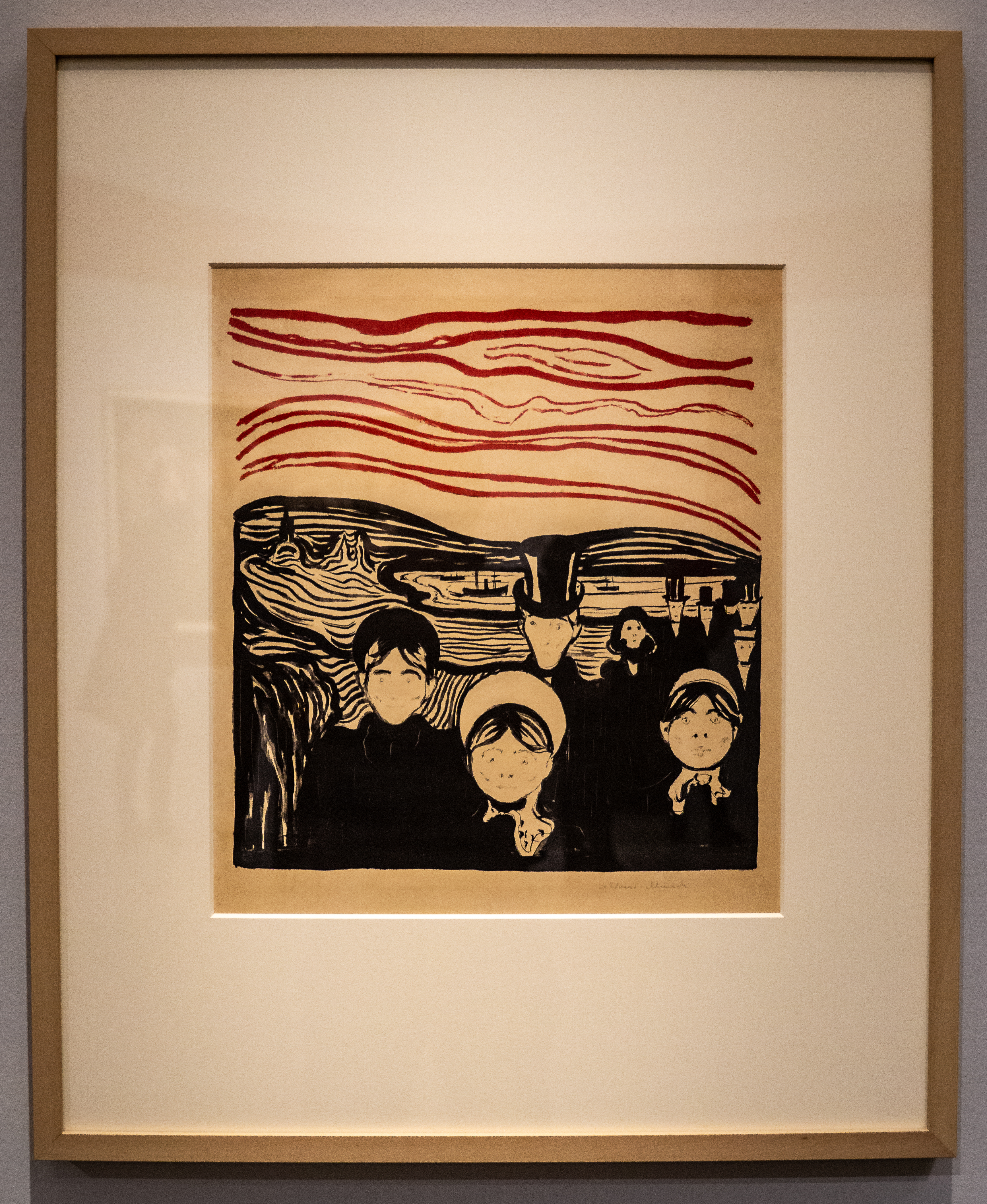
Angst (1896), Lithografie, 41,3 × 38,8 cm, Museum Folkwang Essen
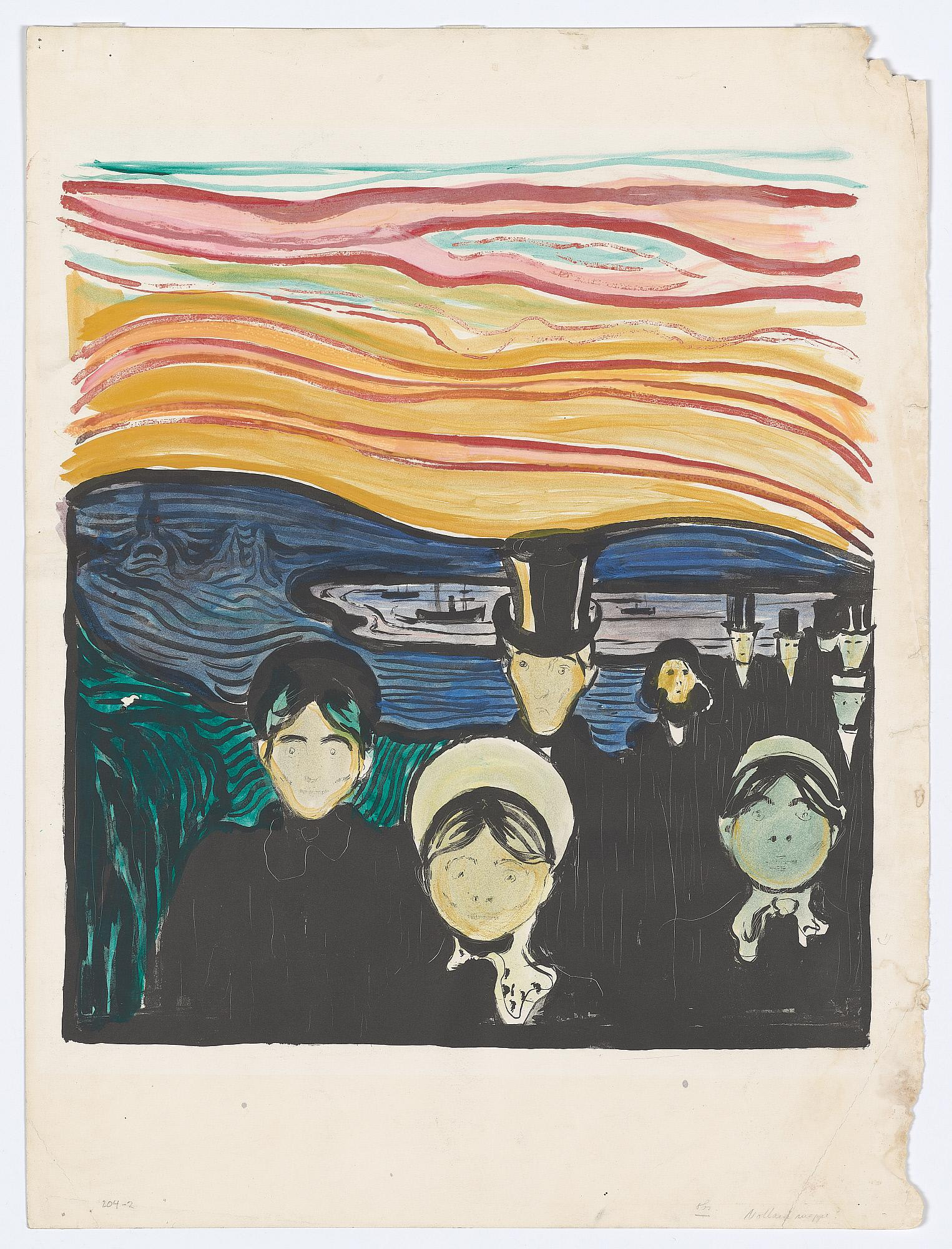
Angst (1896), handkolorierte Lithografie, 42 × 38,6 cm, Munch-Museum Oslo
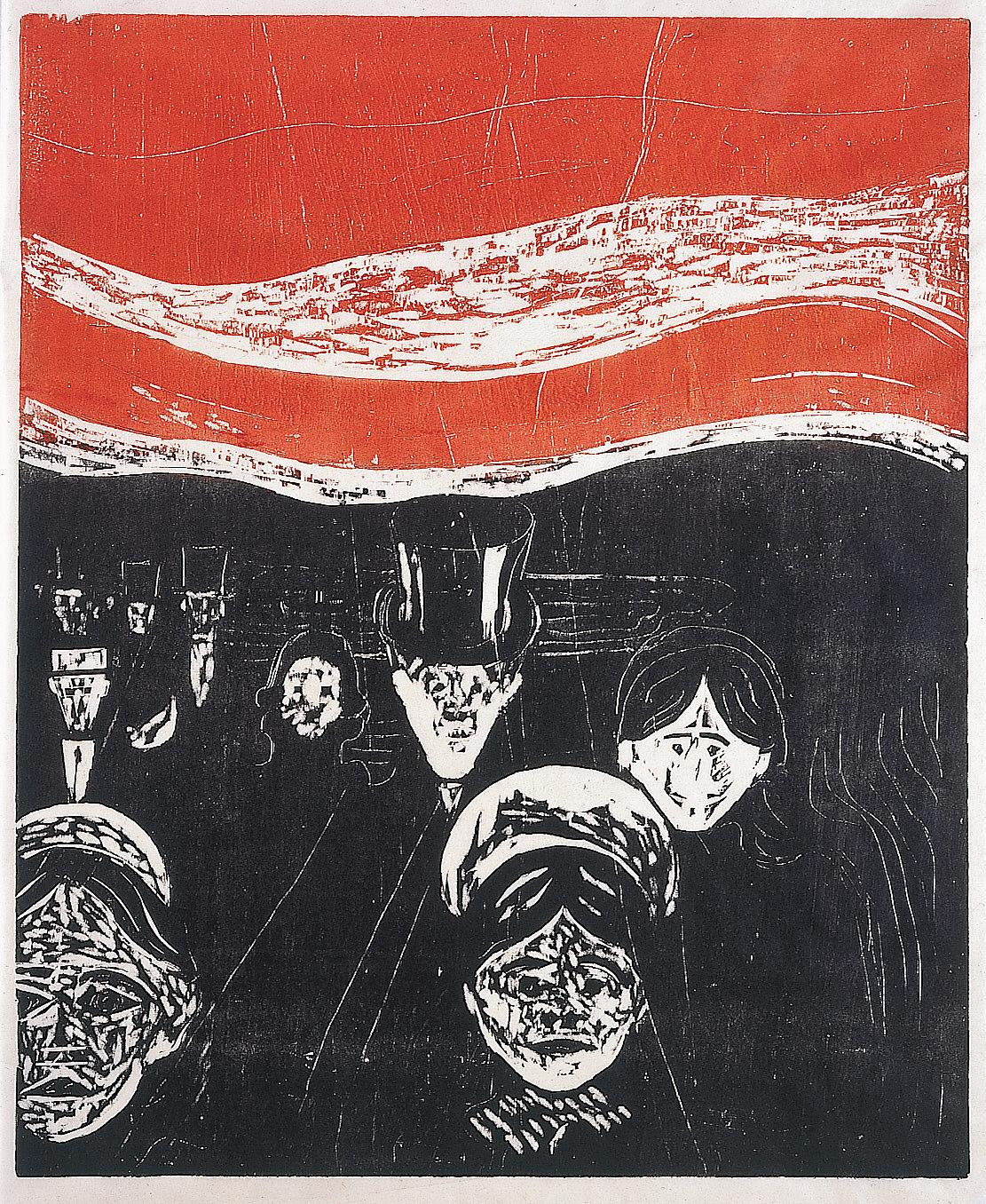
Angst (1896), Holzschnitt, 45,5 × 37,2 cm, Munch-Museum Oslo
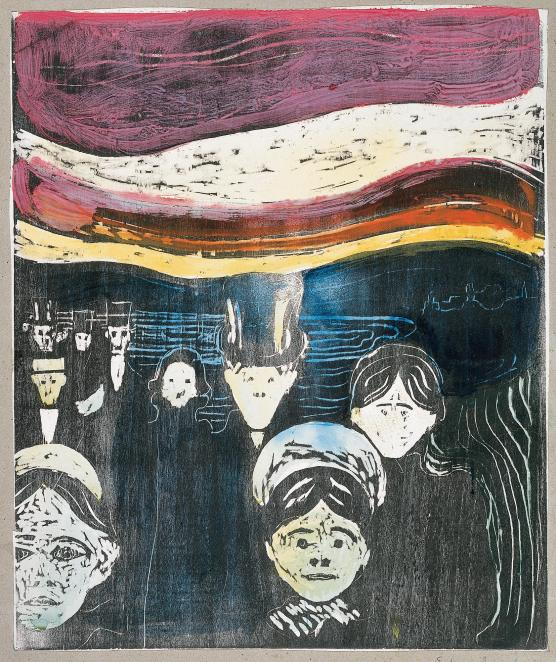
Angst (1896), handkolorierter Holzschnitt, ca. 46 × 37,5 cm, Munch-Museum Oslo

Im Jahr 1896 entstanden – vermutlich im Abstand von einigen Monaten – zwei Grafiken nach dem Motiv Angst: eine Lithografie, die gegenüber dem Gemälde gespiegelt ist, und ein Holzschnitt. In beiden ist das Geländer entfallen, das die Perspektive des Gemäldes dominiert hat, und die Figuren verteilen sich über den gesamten Vordergrund. Statt des Mannes mit Spitzbart sind es nun drei Frauenfiguren mit Hauben, die sich um den Mann mit Zylinder gruppieren.
Die Lithografie hat einen Druckstein, der zum Teil zweifarbig eingefärbt wurde. Die breiten schwarzen Linien wurden mit lithografischer Tinte aufgetragen, die Kleider verschmelzen zu einer einzigen dichten schwarzen Fläche. Mit einer zweifarbig in Schwarz und Rot gedruckten Grafik nahm Munch an Ambroise Vollards Kompilation Les Peintres-Graveurs aus dem Jahr 1896 teil. Auch der Holzschnitt existiert als monochromer Druck in Rot oder Schwarz sowie als zweifarbiger Druck.  Arne Eggum findet ihn noch „konzentrierter und gleichzeitig unwirklicher“ als die Lithografie.

## Stellung in Munchs Werk
Arne Eggum beschreibt Angst als Synthese zweier früherer Darstellungen von Angstgefühlen, nämlich der Bilder Abend auf der Karl Johans gate (1892) sowie Verzweiflung (1892) bzw. seiner Weiterentwicklung Der Schrei (1893). Munch überführte die Figuren des ersten Bildes mit ihren angstvoll starrenden Gesichtern in die Landschaft an der Ostküste des Oslofjords der letzteren. Reinhold Heller wertet dies als eine weitaus gelungenere Kombination als die Versetzung der Jappe-Nilssen-Figur vom Strand aus Melancholie auf die Brücke des Schreis im zweiten Gemälde Verzweiflung, das ebenfalls im Jahr 1894 entstanden war, dem jedoch laut Heller die Intensität beider Vorgänger fehlt.

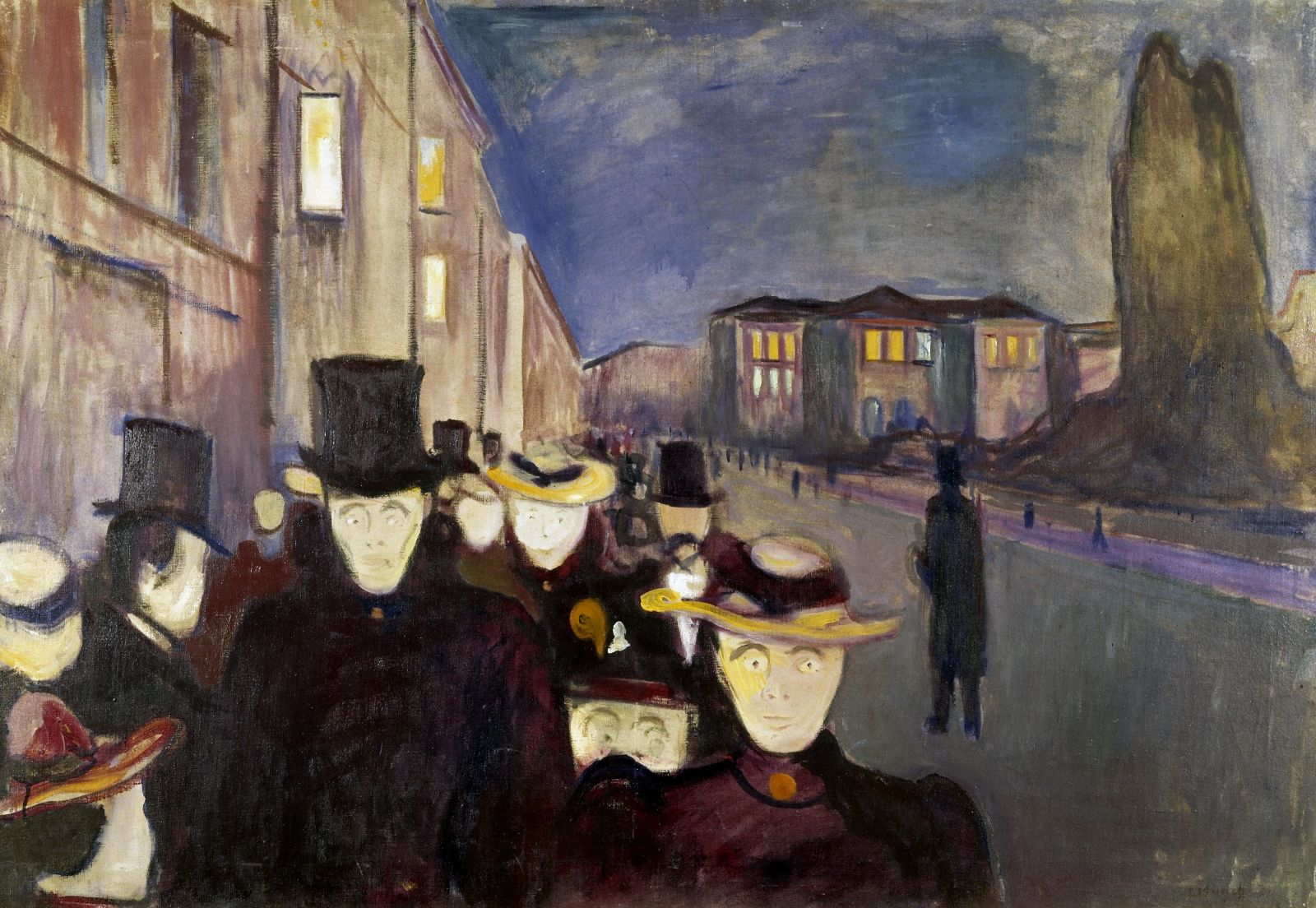
Abend auf der Karl Johans gate (1892), Öl auf Leinwand, 84,5 × 121 cm, Kunstmuseum Bergen
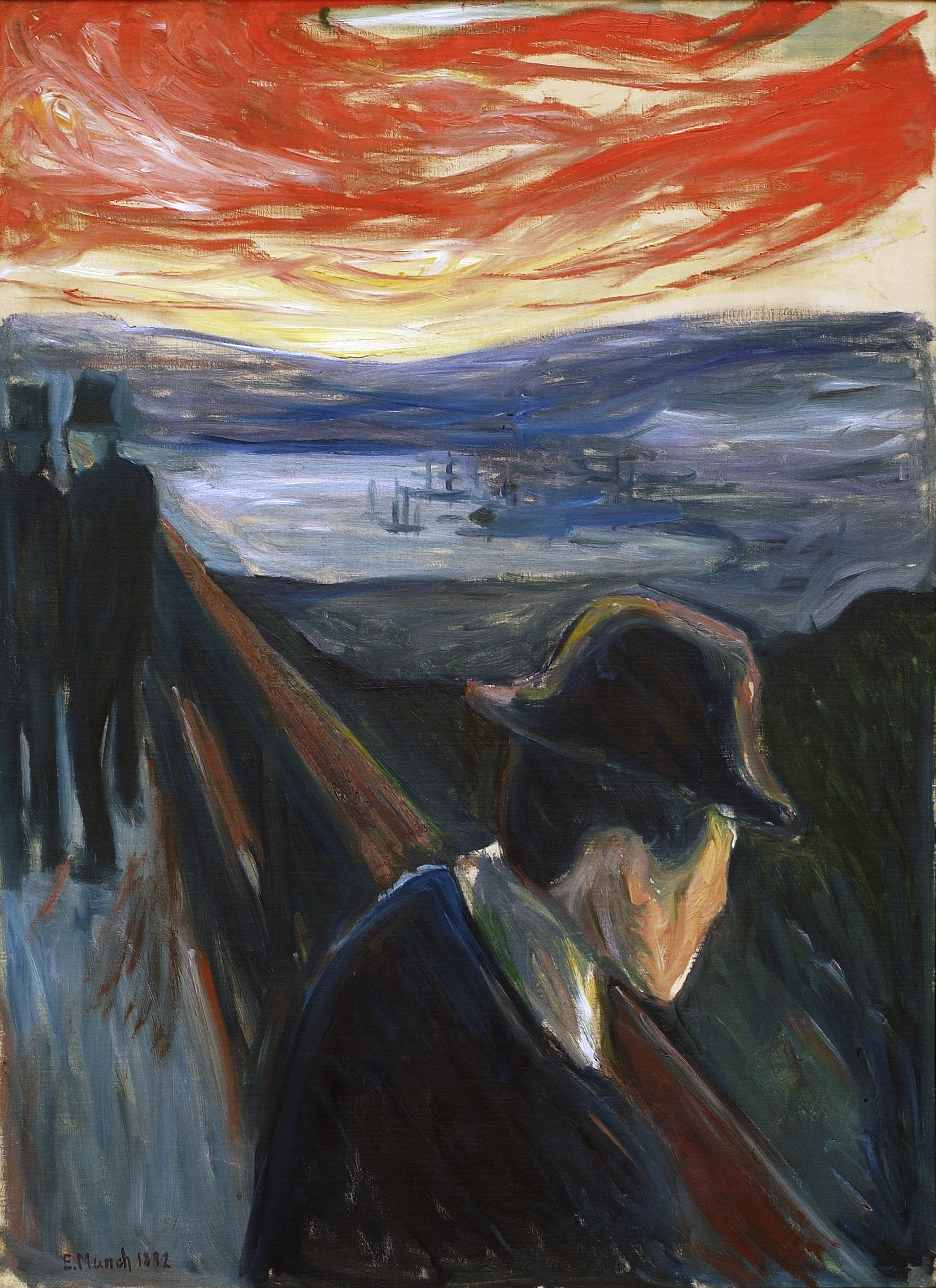
Verzweiflung (1892), Öl auf Leinwand, 92 × 67 cm, Thielska galleriet, Stockholm
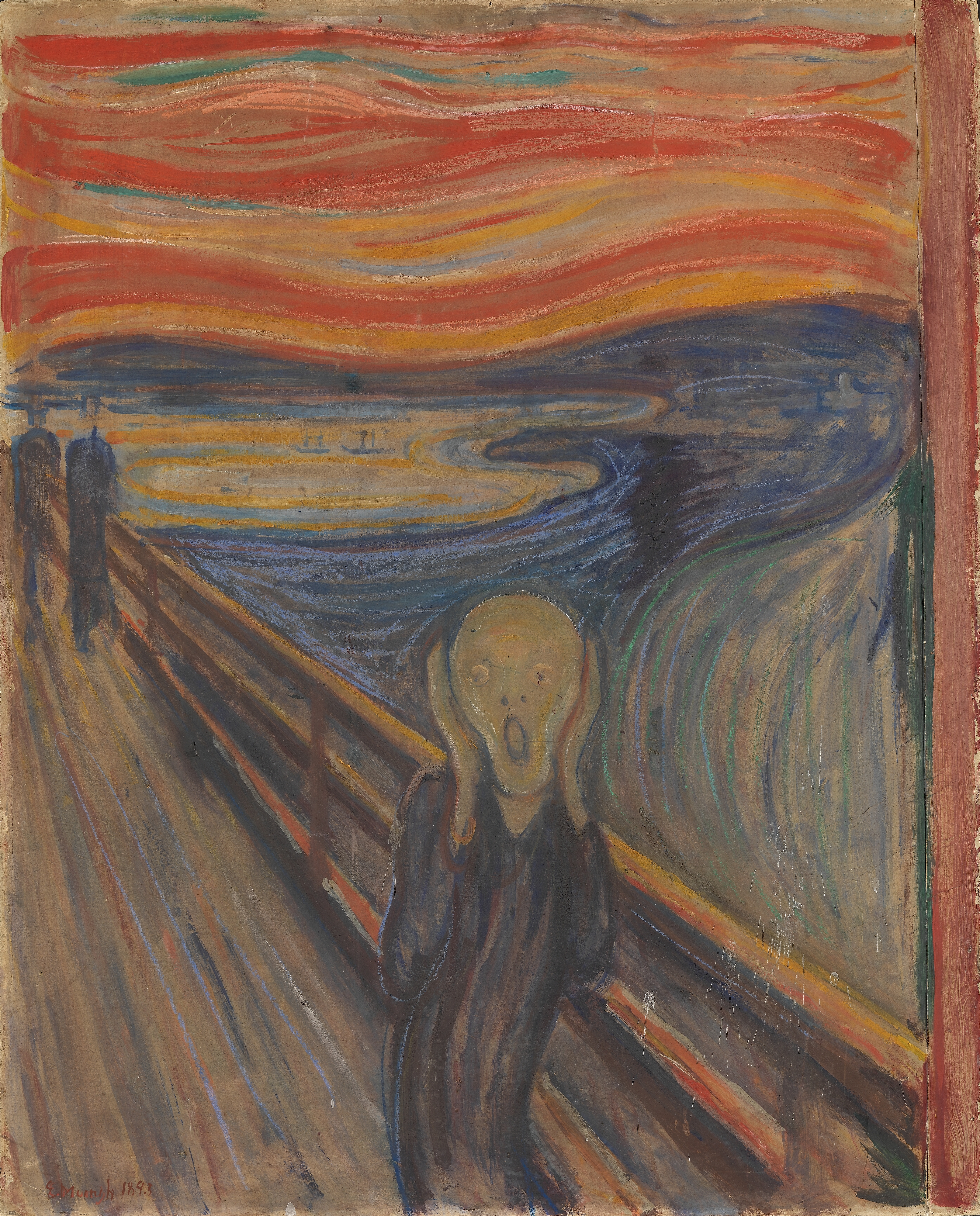
Der Schrei (1893), Öl, Tempera und Pastell auf Pappe, 91 × 73,5 cm, Norwegische Nationalgalerie Oslo
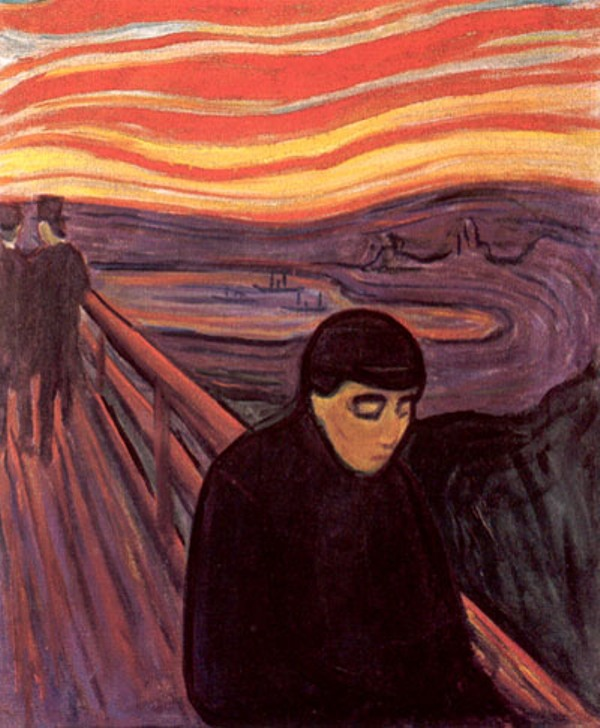
Verzweiflung (1894), Öl auf Leinwand, 92 × 72,5 cm, Munch-Museum Oslo

Während sich die meisten Figuren aus Angst denen des Vorläufers Abend auf der Karl Johans gate zuordnen lassen, ist die Figur mit dem Spitzbart am linken Bildrand neu. Eggum sieht in ihr eine Darstellung des polnischen Schriftstellers Stanisław Przybyszewski, den Munch in der Künstler-Bohème um das Berliner Lokal Zum schwarzen Ferkel kennengelernt hatte und den er mehrfach porträtierte, unter anderem in den Lebensfries-Motiven Eifersucht und Roter Wilder Wein. Die Übernahme in Angst fasst Eggum als Reverenz für den Freund auf, der Munch mit seinem Roman Totenmesse die Formeln für seine Angst-Motive geliefert habe, die dieser erfolgreich in Bilder wie den Schrei übertrug. Es ist auch ein Anhaltspunkt dafür, dass Angst ebenso wie die Porträts in Berlin entstanden ist. In den Grafiken aus dem Folgejahr ist die spitzbärtige Przybyszewski-Figur jedenfalls wieder entfallen.

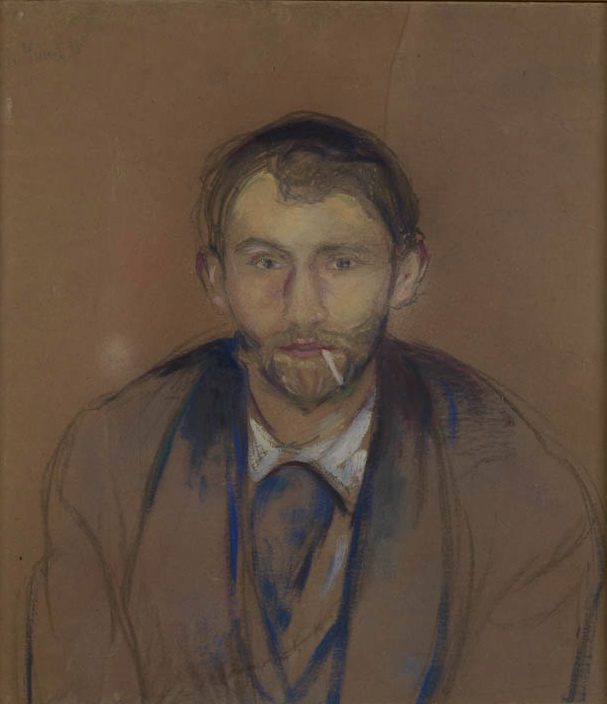
Stanisław Przybyszewski (1895), Öl und Tempera auf Karton, 62,5 × 55,5 cm, Munch-Museum Oslo
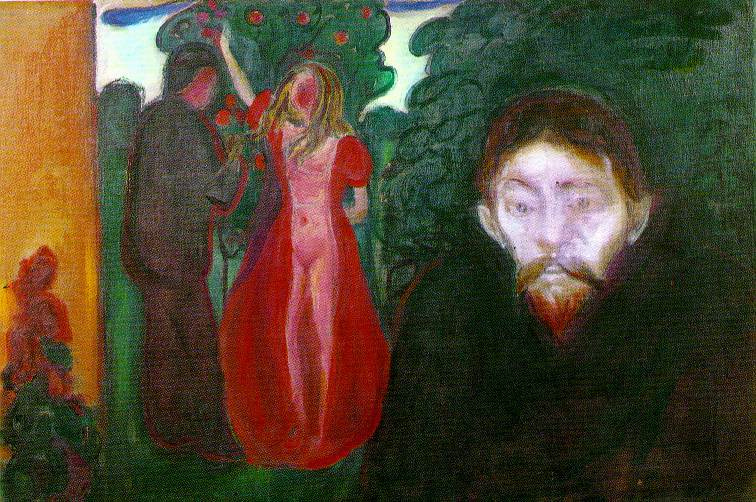
Eifersucht (1895), Öl auf Leinwand, 67 × 100,5 cm, Kunstmuseum Bergen
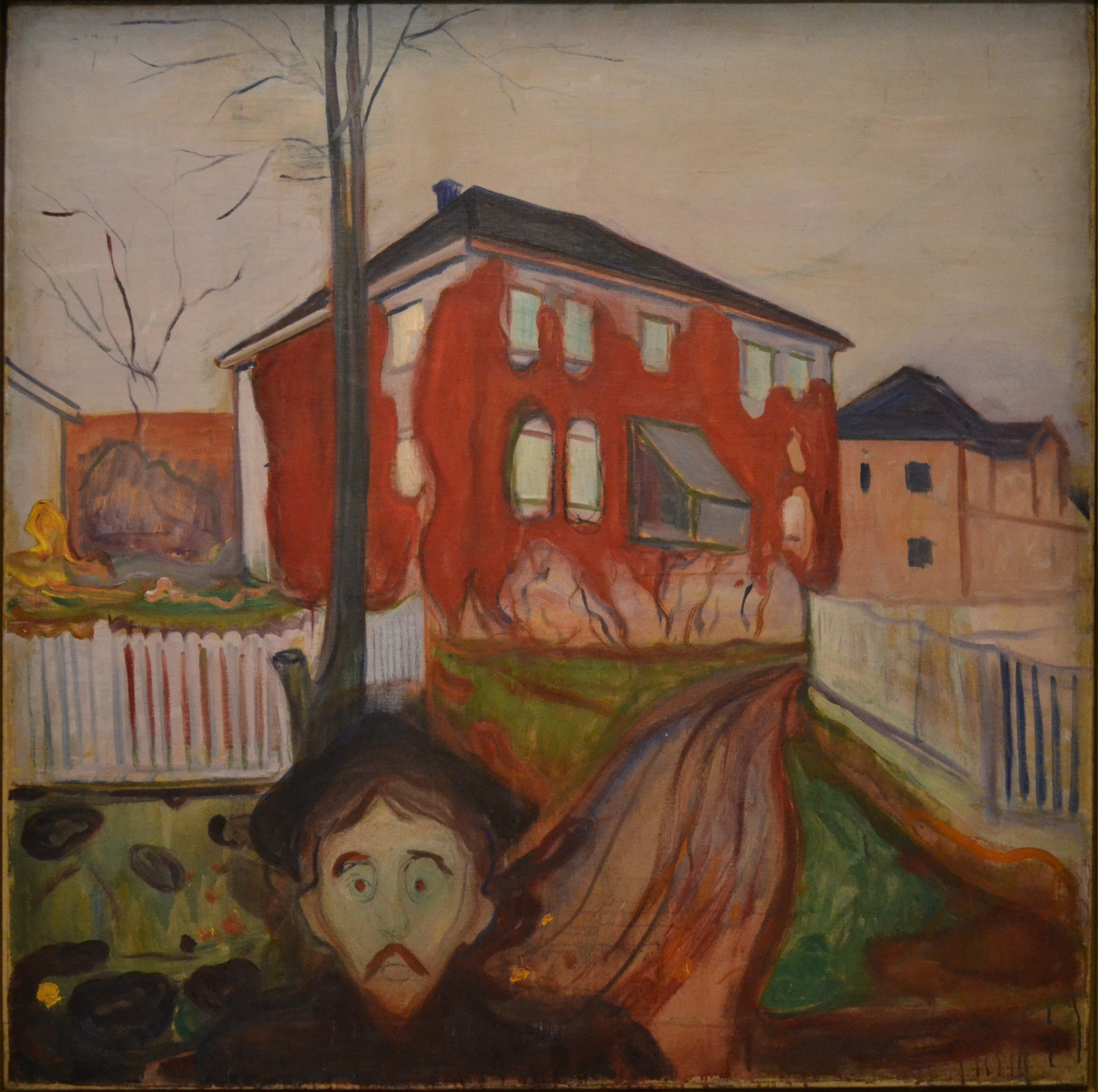
Roter Wilder Wein (1898–1900), Öl auf Leinwand, 121 × 119,5 cm, Munch-Museum Oslo

## Interpretation

### Autobiografischer Bezug
Arne Eggum bezieht die entgegenkommende Menschenmenge in Angst auf ein persönliches Erlebnis Munchs, das bereits als Ausgangssituation von Abend auf der Karl Johans gate diente: Der 22-jährige Munch lief am späten Abend unruhig über die Karl Johans gate, die Haupt- und Prachtstraße Kristianias, des heutigen Oslos, auf der Suche nach seiner Geliebten Milly Thaulow, der er in seinen literarischen Aufzeichnungen das Pseudonym „Frau Heiberg“ verlieh. Auf dem Boulevard strömte ihm eine Menschenmenge entgegen. Munch bekam eine Angstattacke und meinte zu fallen. Er beschrieb in seinen Tagebüchern: „Die Beine fühlte er nicht, sie wollten ihn gleichsam nicht mehr tragen. Alle Leute, die vorbeigingen, sahen so fremd und merkwürdig aus und er meinte, sie würden auf ihn starren, alle diese Gesichter, bleich im Abendlicht.“
Milly Thaulow war drei Jahre älter und verheiratet mit Munchs Vetter Carl Thaulow (einem Bruder des Malers Frits Thaulow), die Beziehung eine verbotene Liebe, an deren Ende Munch bekundete: „Danach habe ich alle Hoffnung, lieben zu können, aufgegeben.“ Im Gemälde Angst identifiziert Eggum „Frau Heiberg“ mit der Frau im Vordergrund unter dem idealisierten Heiligenschein und „Herrn Heiberg“ mit dem Mann mit Zylinder. Auch dass sich die Frau mit Haube in den Grafiken verdreifacht hat, passt für ihn ins Bild, denn an anderer Stelle hatte Munch bekannt, in jeder vorbeigehenden Frau stets „Frau Heiberg“ zu sehen.

### Symbolistischer Ausdruck von Angst
Gerd Woll sieht die Bildkomposition von Angst allerdings weniger durch ein persönliche Erlebnis geprägt, sondern als konzentrierten Ausdruck von Stimmung und Gefühl, wie er für den Symbolismus typisch sei. Dabei nehme Munch auch eine Strömung des Zeitgeistes auf, das Gefühl eines gesellschaftlichen Zerfalls, das im Fin de Siècle weit verbreitet war. Reinhold Heller interpretiert die grüngesichtige Masse von anonymen Menschen, die in ihren dunklen Kleidern an einen Beerdigungszug erinnern, nicht nur als Hindernisse auf dem Weg des Betrachters, sondern als moderne Stadtbewohner, die an die ständige Begegnung mit Hässlichkeit gewöhnt und von der majestätisch daliegenden Natur entfremdet seien. Arne Eggum spricht in diesem Zusammenhang von einem „Trauerzug von Gespenstern“, dem der Betrachter direkt in die Augen blickt. Laut Oskar Kokoschka lag Munchs Größe in seiner Fähigkeit, „die panische Angst, die unter und hinter dem sogenannten Fortschritt lag, zu diagnostizieren.“
Munch schrieb in seiner Veröffentlichung Der Baum der Erkenntnis im Guten wie im Bösen zu den Angst-Grafiken: „Ich sehe alle Menschen hinter ihrer Maske – lächelnde – ruhige Gesichter – bleiche Leichen, die rastlos auf einem geschlungenen Weg, dessen Ende der Tod ist, davoneilen.“ Akseli Gallen-Kallela beschrieb: „Munch macht keine Kunst um der Kunst willen – das wäre ein Kinderspiel für ihn –, sondern um der furchtbaren Angst willen, die ihn quält.“ Und Joseph Beuys erklärte: „Die Kunst war für ihn das Mittel, sich von dieser Angst zu befreien. Daraus entstand seine neue Kunstwelt, und das war natürlich eine neu errungene Welt.“